# Contea di Sclafani Sauvignon
Il Contea di Sclafani Sauvignon è un vino DOC la cui produzione è consentita nelle province di Agrigento, Caltanissetta e Palermo.

## Caratteristiche organolettiche
- colore: giallo paglierino con riflessi verdolini
- odore: fruttato
- sapore: gradevole, armonico

## Produzione
Provincia, stagione, volume in ettolitri
- nessun dato disponibile